# مارکو کورز
مارکو کورز (انگلیسی: Marco Kurz؛ زادهٔ ۱۶ مهٔ ۱۹۶۹) بازیکن فوتبال اهل آلمان است.
از باشگاه‌هایی که در آن بازی کرده‌است می‌توان به باشگاه فوتبال شالکه ۰۴، باشگاه فوتبال کایزرسلاوترن، باشگاه فوتبال مونیخ ۱۸۶۰، باشگاه فوتبال بروسیا دورتموند، باشگاه فوتبال نورنبرگ، و باشگاه فوتبال اشتوتگارت اشاره کرد.